# Distrito de Patambuco
El distrito peruano de Patambuco es uno de los 10 distritos que conforman la Provincia de Sandia, ubicada en el Departamento de Puno, perteneciente a la Región Puno,  en el sudeste Perú.
Desde el punto de vista jerárquico de la Iglesia católica forma parte de la Prelatura de Ayaviri en la arquidiócesis de Arequipa.

## Ubicación y geografía
Ubicado al norte del Lago navegable Más alto del mundo, el Titicaca, integra el ecosistema del altiplano peruano. Su territorio aproximadamente en un 70% es típicamente andino y notoriamente accidentado; el resto es ceja de selva.

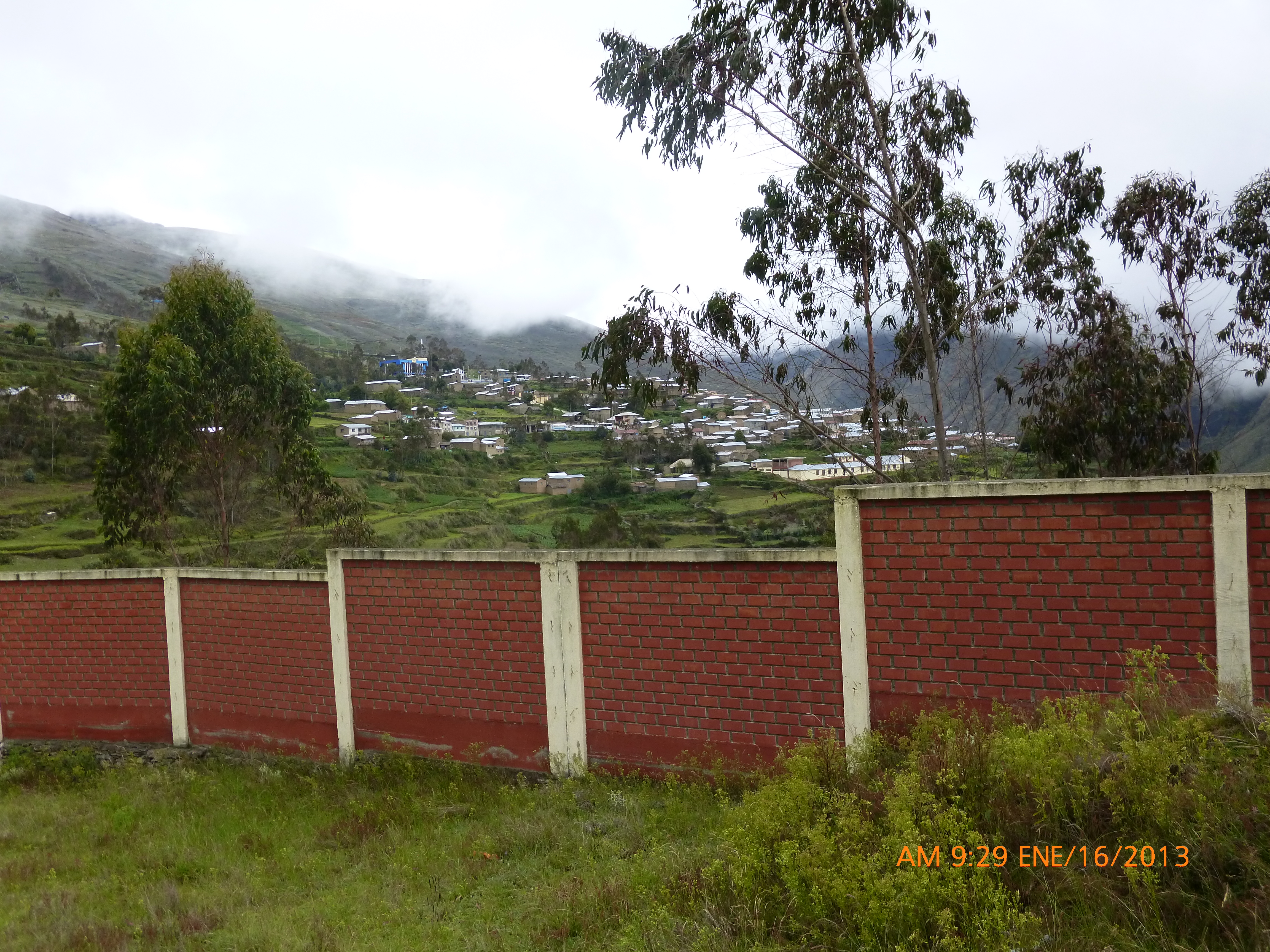
vista de Patambuco desde el centro de salud

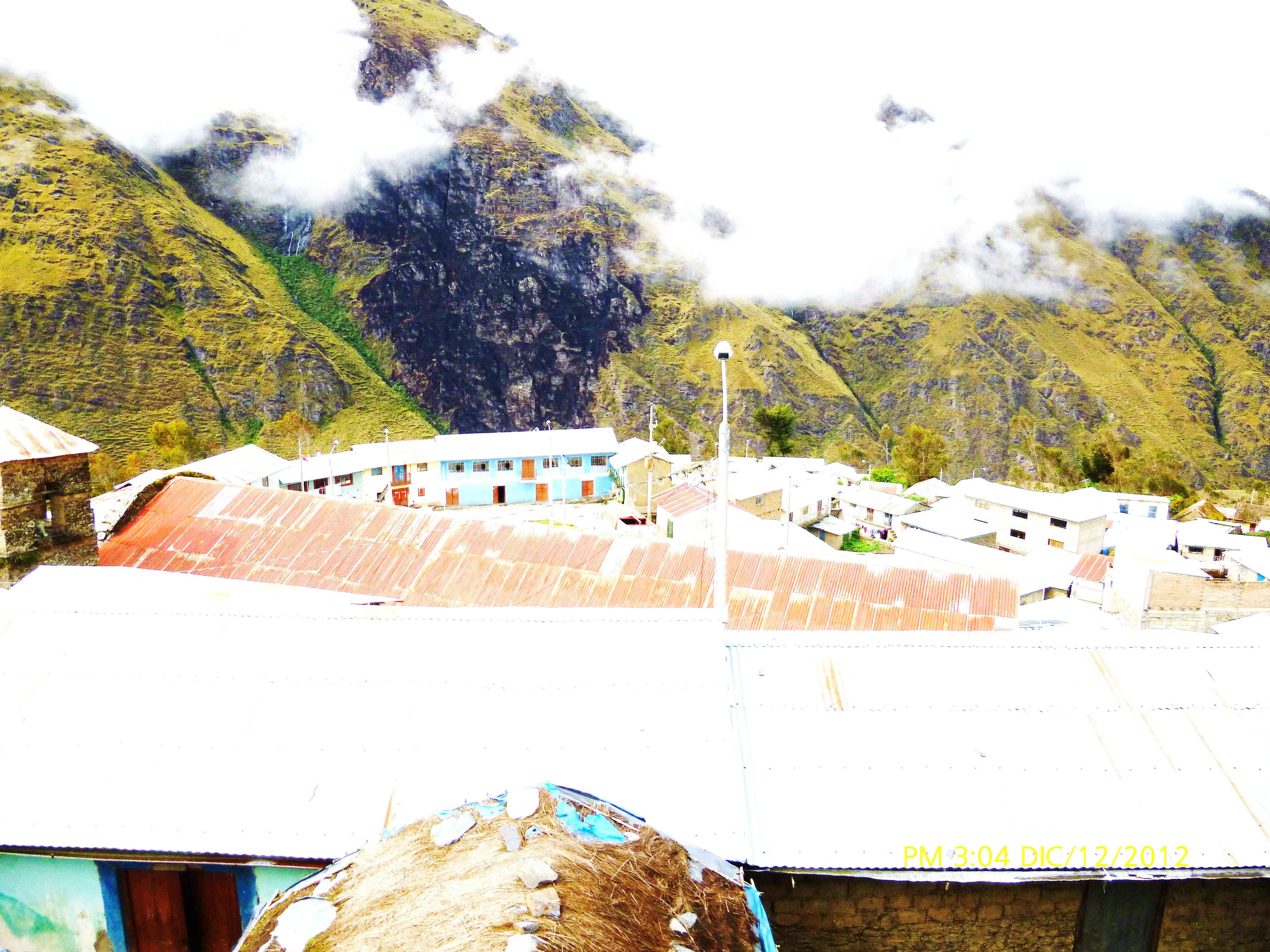
vista de pueblo Patambuco con su característica neblina al fondo de imagen

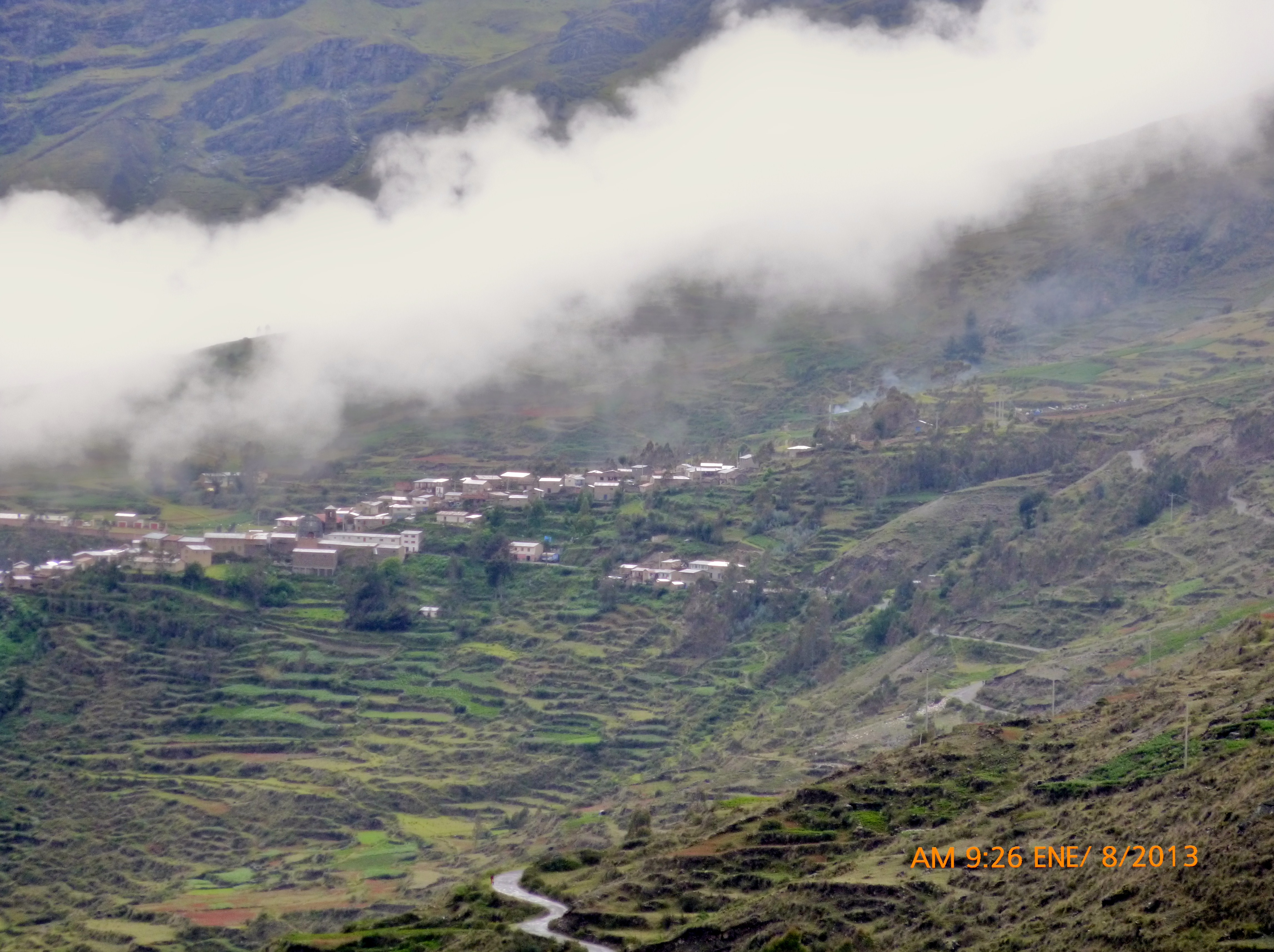
así se ve Patambuco desde el lugar llamado CONDORSENCCA

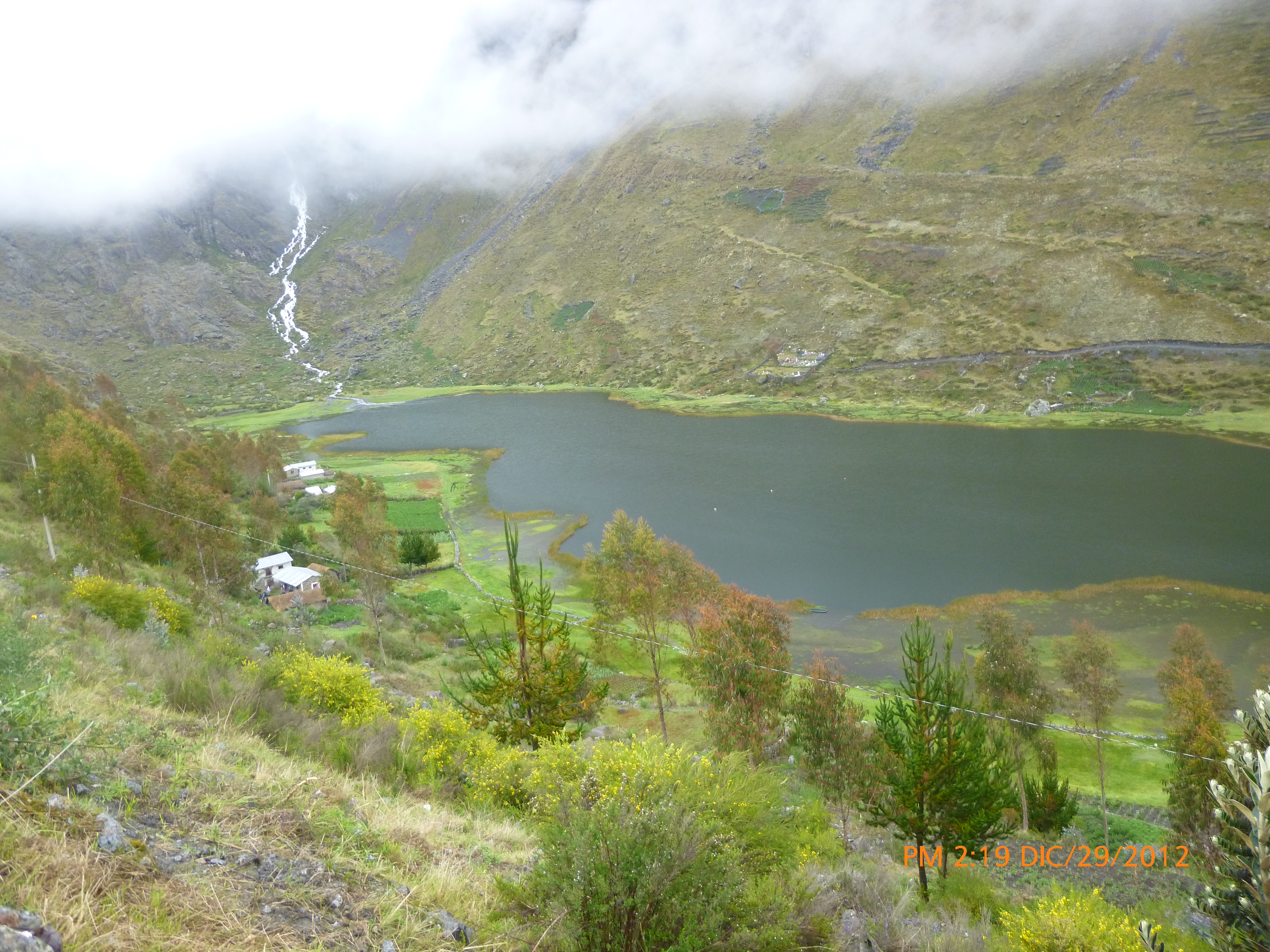
laguna de puna ayllu o santa cruz, lugar que está casi en la entrada a Patambuco

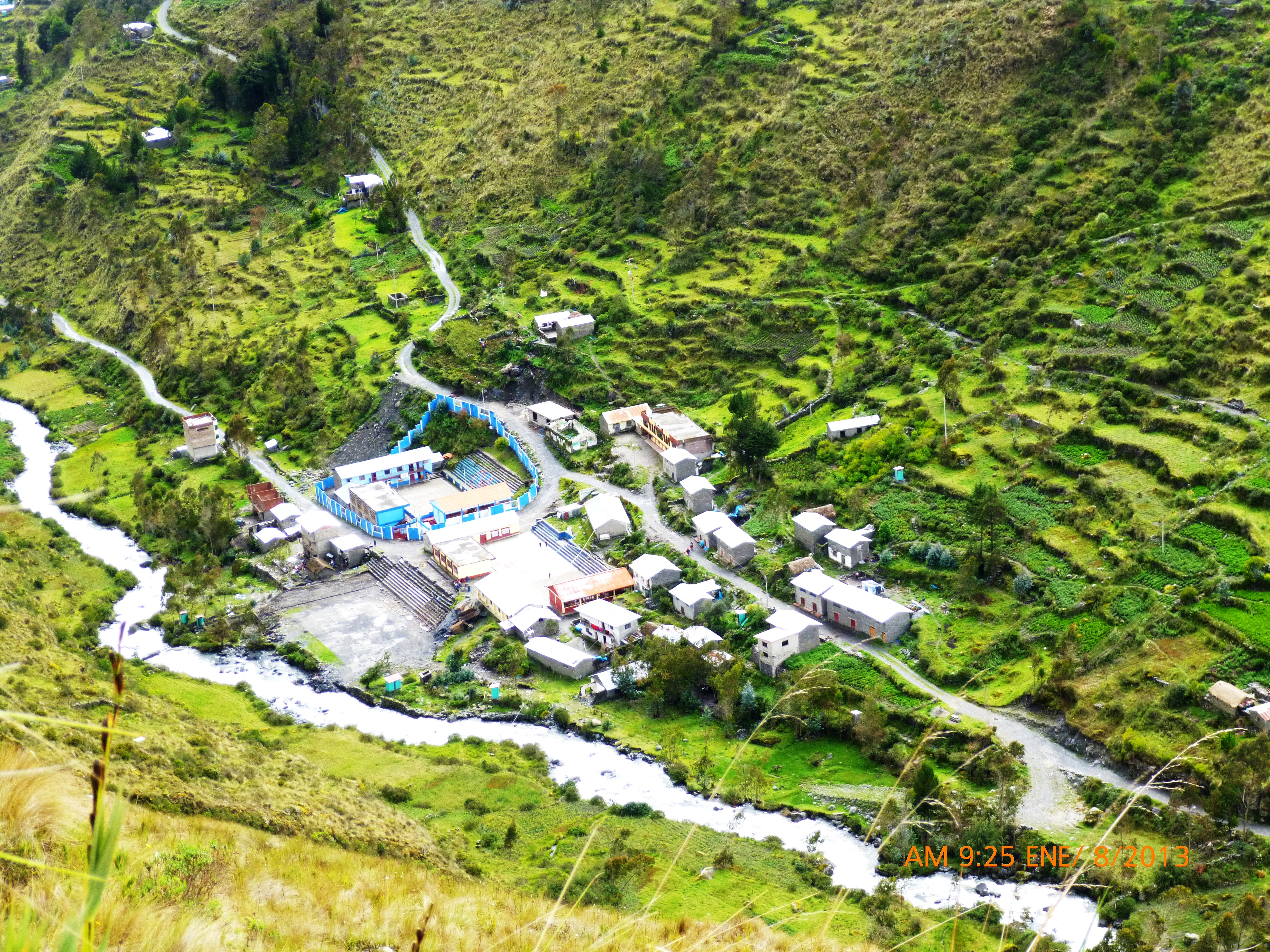
centro poblado de chaupi ayllu, aquí se encuentra un colegio primaria y secundaria

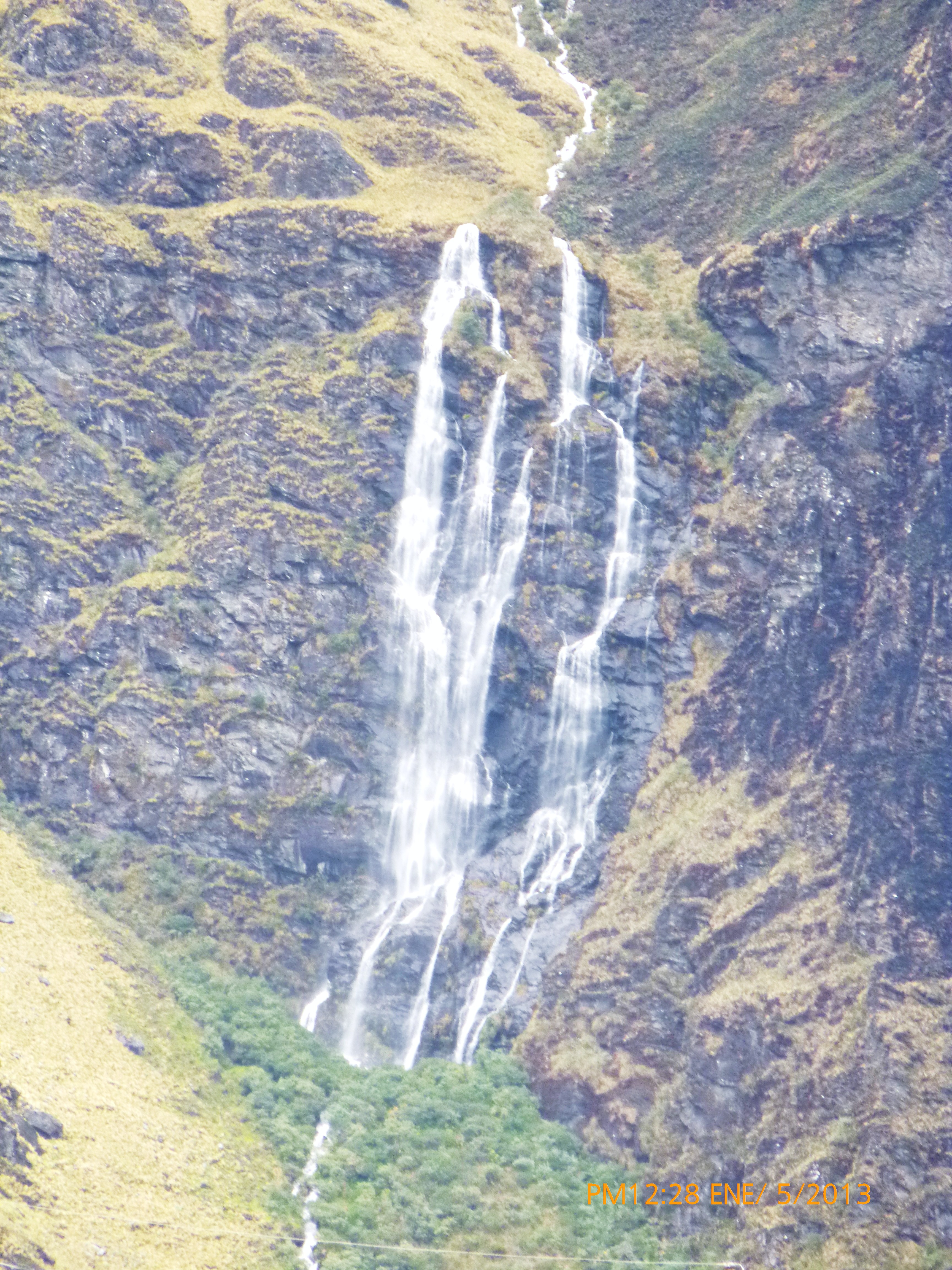
catarata de Charajaña al frente de Patambuco

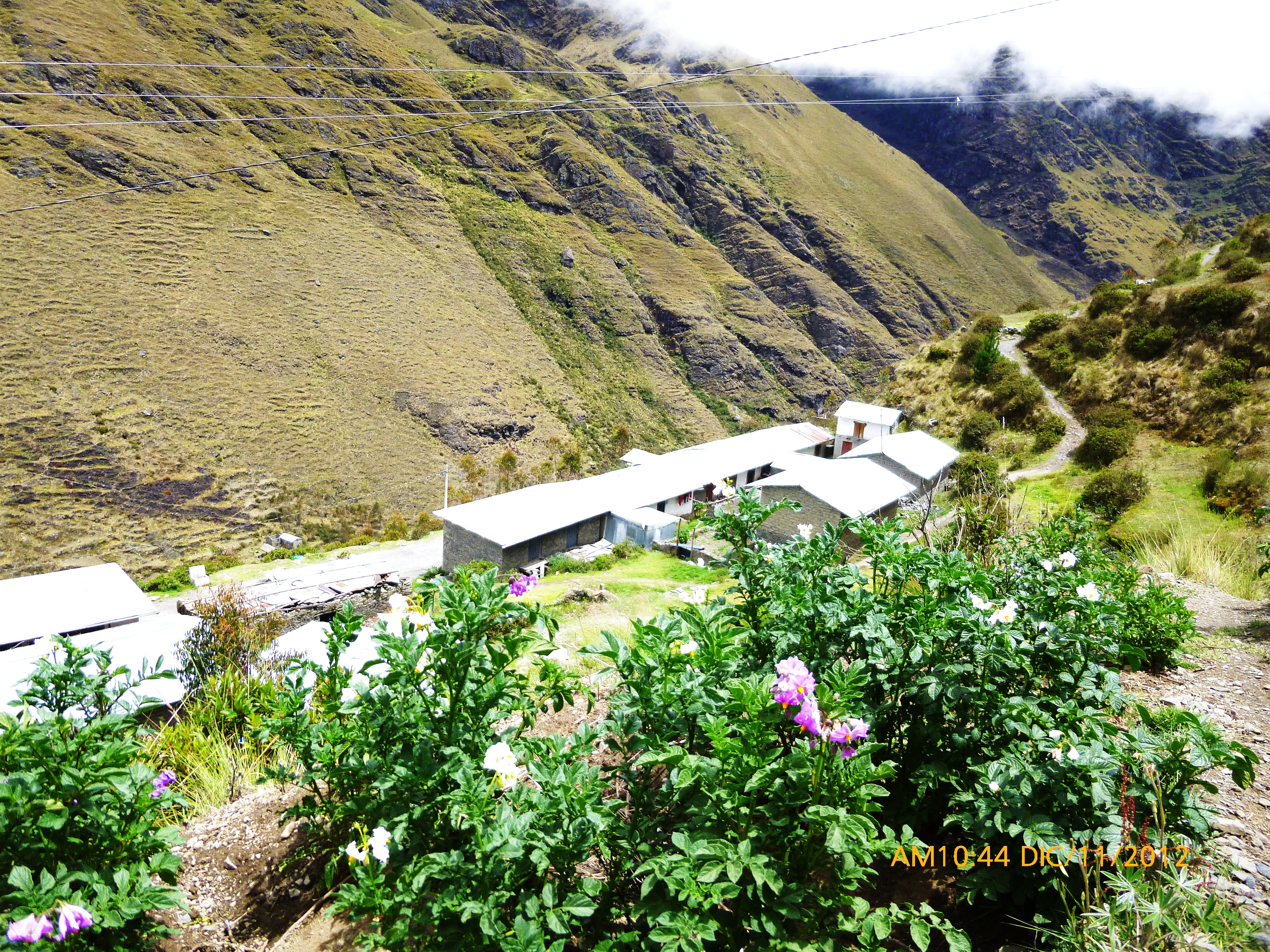
centro poblado de Osecani más conocido como paradero de Sapalakay

## Etimología (válida)
Según la historia y los restos arqueológicos existentes en la actualidad, los pobladores pre-incas de patambuco, habían poblado en 3 niveles:
-Colo-Colo, ubicado a la orilla del río Patambuco
-Cancha Cancha, poco más abajo de la actual capital del Distrito
-Trinchera, mucho más arriba en la cumbre.
Los pobladores de Colo Colo, identificaban a la población de Cancha Cancha como (Patan), que en quechua significa "arriba" o "encima" (p'ujru) hoyo, pampa, meseta, que uniendo el vocablo sería (patan p'ujru) que podemos decir (pampa de arriba) o (pampa de encima) tal y como se aprecia la característica geográfica actual de la capital del Distrito.
En la mayoría de los casos que dan origen al nombre de un pueblo, para que la Etimología sea válida relacionan alguna característica un acontecimiento o nombre de fundador, y el nombre de Patambuco se ha difundido desde los ancestros basado en la característica de ubicación geográfica:
De estas apreciaciones, podemos afirmar que la Etimología de Patambuco, deriva de dos vocablos quechua (Patan P'ujru) que significa (pampa de arriba o pampa de encima).

GENTILICIO DEL POBLADOR DE PATAMBUCO
Definición del gentilicio se dice que es la palabra que se utiliza para denominar la procedencia de una persona en referencia a su país, ciudad, región o lugar de nacimiento, de acuerdo a la siguiente regla:
1) Cuando los sustantivos terminan en vocal, debe utilizarse el morfema *ano o  *ino para formar su gentilicio.  
2) Cuando termine en *land, *landia o*landa, se agrega el morfema *és o *esa (caso especial Dinamarca)  
3) Cuando termina en una consonante, tal como "d", "l" o "n", usualmente se añade el morfema *i, aunque puede tomar el morfema *eño o *ero.
4) Cuando finaliza en *on, *ord o en *polis, su morfema será *iano.
SEGUN LA REGLA VEREMOS QUE EL SUSTANTIVO "PATAMBUCO" TERMINA EN VOCAL "O" POR LO TANTO EL MORFEMA A UTILIZARSE DEBE SER "ANO" O
"INO".
SEGUN ESTAS REGLAS ANTERIORMENTE DESCRITAS:
EL GENTILICIO DEL POBLADOR DE PATAMBUCO ES "PATAMBUCANO"  o "PATAMBUCANA" SEGUN SEA EL GENERO. 
EJEMPLO:
AL POBLADOR DE LA PROVINCIA DE SANDIA (que termina en vocal "a"), (SE LE DENOMINA "SANDINO" Y NO SANDIÑO). 
Cabe señalar que erróneamente venimos denominando Patambuqueño o Patambuqueña. de esta manera no se cumple las reglas que contempla la real academia de la lengua ESPAÑOLA referente a la formación de los gentilicios.

## Fundación y Creación
Patambuco tiene dos fases de fundación tales como precolombino que en este caso correspondería al antiguo asentamiento humano que hoy en día es conocido como Tumbas de Colo Colo y la fase del Virreinato sucede con la llegada de los conquistadores quienes al encontrar un pueblo inca fundaban en nombre de la Monarquía española, pero ya cuando los habitantes se habrían mudado desde colo colo a la ubicación actual; sin embargo ya en época Republicana fue creado oficialmente por el presidente provisorio Mariscal Ramón Castilla y Marquesado el día 2 de mayo de 1854 con un decreto sin número en una reforma integral del estado peruano en un acto oficial administrativo emitido desde la ciudad del Cusco.

## Organización Política y Administrativa
El distrito de Patambuco posee de autoridades políticas (alcalde) y civiles (juez de paz de única nominación y Gobernador); asimismo consta de un centro poblado menor denominado: Santa Cruz, regido por un alcalde menor; asimismo tiene 10 comunidades campesinas:
| - Canucanu. - Capilla Pampa. - CCañipputo. - Ccoñeline. - Chaupiayllu. (incluye los barrios de Chacapampa, Chullo iluni, Central Chaupi Ayllu, Mayupampa y Osekkani) | - Jarahuaña. - Puna ayllu - Punco Keari. - Tiraca. - Ccallani - Pacchani - Huanusamana |

Cada comunidad campesina elige sus autoridades por un período determinado (Teniente Gobernador, Agente Municipal y presidente de la Comunidad).

## Demografía
La población según el INEI al año 2000 es de 4,786 habitantes.
La población según censo de 2,015 es de 3,960 habitantes publicado por el INEI con una diferencia muy marcada en comparación al año 2000.

## Economía local
La fuente principal de la economía local es la agricultura extensiva y artesanal, algunos de sus principales productos son la Papa, maíz, olluco, oca Y habas. En la zona selvática se cultiva la yuca, plátano y coca
También se explota el oro en las riberas del río Patambuco y las minas de Cara Huarcuna.

### Emigración
Muchos de los habitantes del lugar por necesidades económicas se han visto obligados a trasladarse a lugares como la mina rinconada (Distrito de Ananea) o a grandes ciudades como Lima, Arequipa, Puno o Juliaca (este último es el motor principal, en cuanto a provisión de productos de primera necesidad, combustibles, y otros; en los últimos tiempos muchos de los habitantes lograron inclusive salir del país en busca de mejores condiciones de vida, y la mayoría de pobladores vienen migrando hacia la selva de Carabaya; otro factor a tener en cuenta es la destrucción de tierras de cultivo con pretexto de trazar carrozables en forma irresponsable y antitécnica estando como alcalde distrital el ciudadano Algel Ochoa Rojas y otros que no hicieron absolutamente nada por mejorar la calidad de productividad de las tierras de cultivo.

### Educación
El Distrito de Patambuco cuenta con tres colegios de Educación secundaria:
- I.E S. Centenario Patambuco,
- dante nava Puna Ayllu y
- C.E.S Chaupi Ayllu.

También existen cuatro centros de Educación primaria:
- C.E.P. Chaupy Ayllu.,
- C.E.P. Centro base de Patambuco, (antes glorioso 833)
- C.E.P. Jarahuaña
- C.E.P. Puna Ayllu
- C.E.P. Canucanu
- I.E. Capillapampa
- I.E.P Punko Keari
- I.E.P. Conelline
- C.E.T Tiraca

## Tecnología
En cuanto a la tecnología este distrito es uno de los últimos en poseer, entre ellos:
- La electricidad se instaló a mediados de la década de 1990.Gracias a ello se pudo disfrutar por primera vez un solo canal de TV.
- Cuenta con varios radios de comunicación, que conecta a parte exterior, así como Lima, Etc.
- A finales de la década de año 90 se instaló una cabina de teléfono e Internet satelital.

Sin embargo, en la actualidad ya se cuenta con líneas de telefonía móvil o celular de varias compañías operadoras.

## Transporte
En cuanto al transporte, cuenta con buses de 40 a 50 pasajeros, camionetas rurales tipo combi y camiones privados que inicia su recorrido desde la comunidad de Jarahuaña  pasando por la capital del Distrito y todo el trayecto Chaupiayllu, Punko, Puna Ayllu con dirección a Juliaca, paso obligado por Crucero, San Anton, etc. y/o la mina La Rinconada, haciendo el servicio diario.

## Autoridades

### Municipales
- 2015 - 2018[3]
  - Alcalde: Raúl Ccallo Luna, de Alianza para el Progreso.
  - Regidores:

  1. Francisco Ramos Hancco (Alianza para el Progreso)
  2. Florentino Laura Tumbillo (Alianza para el Progreso)
  3. Juana Lucana Condori (Alianza para el Progreso)
  4. Bartolomé Mamani Sereno (Alianza para el Progreso)
  5. Francisco Catunta López (Frente Amplio para el Desarrollo del Pueblo)

## Turismo
En cuanto al turismo, parece ser una de las debilidades de la población o poco interés de las autoridades locales; se encuentra en una precaria condición, mal conservado, e incluso destruido, tiene varios centros turísticos de maravilla para admirarse, entre ellos las "Tumbas de Colo Colo", "trinchera", etc.
A pesar de la mala conservación de los lugares arqueológicos, Patambuco cuenta con una biodiversidad, con hermosos paisajes naturales.